# Farthest North

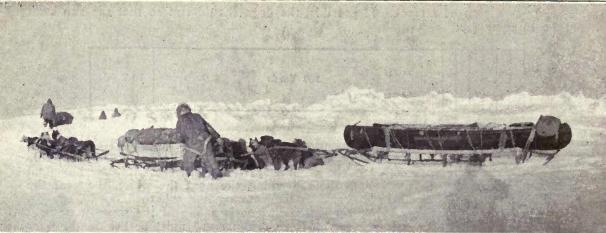
L'expédition d'Anthony Fiala a franchi la latitude 82° 13' N en août 1903 avant de rencontrer des difficultés

Le terme anglais « Farthest North »), parfois traduit par « plus au Nord », « Nord le plus loin » ou « Nord le plus lointain », décrit la latitude la plus proche du Pôle Nord atteinte par l'homme. Cependant, la conquête même du pôle Nord a rendu le terme obsolète. Les régions polaires arctiques sont plus accessibles que celles de l'Antarctique par leur proximité des régions d'origine des explorateurs.
La première latitude la plus au Nord est atteinte le 16 juin 1596 par une expédition néerlandaise menée par Willem Barentsz, enregistrant 79°49' N. Le 13 juillet 1607, Henry Hudson est parvenu à franchir la marque de 80°N.
L'une des premières expéditions ayant pour but d'atteindre le pôle Nord est celle de William Edward Parry en 1827, qui atteint 82°45' N, un record qui tient pendant plusieurs décennies. En 1895, les Norvégiens Fridtjof Nansen et Hjalmar Johansen atteignent la latitude 86°14' N. En 1900, Umberto Cagni de la marine royale italienne, en partant du camp de base établi par Louis-Amédée de Savoie, atteint 86° 34’ le 25 avril, dépassant de 35 à 40 km la marque des Norvégiens.